# 溥儀眼鏡

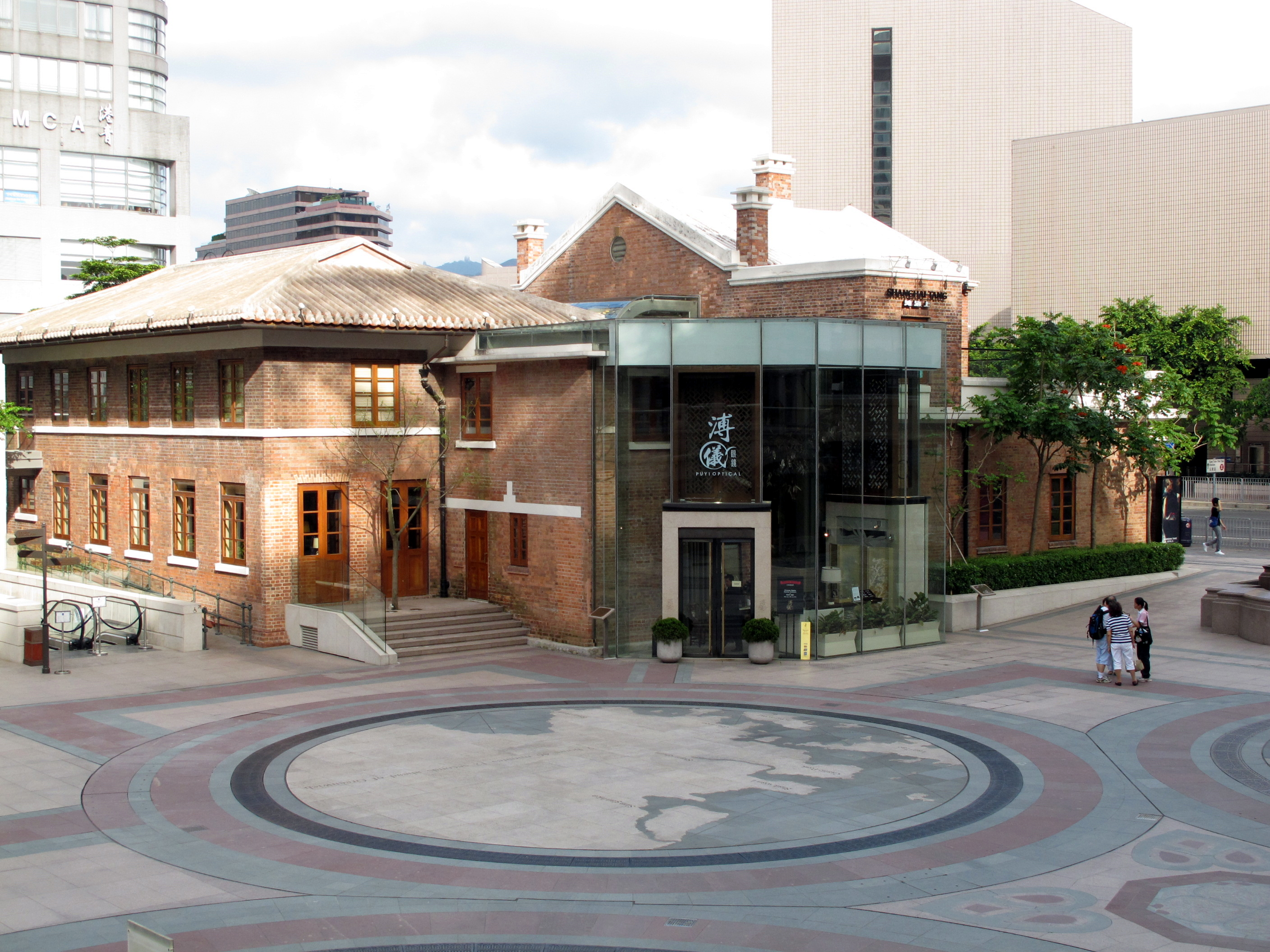
位於尖沙咀1881的溥儀眼鏡旗舰店

溥儀眼鏡（Puyi Optical）是香港一家高端眼鏡零售商，成立於2001年，由邱子傑在尖沙咀彌敦道創辦。截至2023年，該眼鏡店在香港、澳門、中國大陸、臺灣及新加坡共開設了96間店舖。眼鏡店的名稱由邱子傑妻子提議。

## 外部連結
- 官方网站